# Primerhybridisierung
Als Primerhybridisierung bzw. primer annealing bezeichnet man den Prozess der Anlagerung eines Primers an DNA-Sequenzen, meist im Zusammenhang mit einer Polymerase-Kettenreaktion (PCR).
Liegen die DNA-Stränge nach erfolgter Denaturierung einzelsträngig vor, so sind die ebenfalls einzelsträngigen Primer in der Lage, komplementär an die entsprechende DNA-Zielsequenz zu binden. Die Annealing-Temperatur beschreibt hierbei die maximale Temperatur, bei welcher sich die Polynukleotidsequenz noch an den komplementären DNA-Strang bindet. Dabei ergibt sich die theoretische Annealing-Temperatur aus der Errechnung der freien Enthalpien der Bindungsstärken und die praktische Annealing-Temperatur aus der Bestimmung durch Schmelzkurvenanalysen.
Die gewählte Annealing-Temperatur ist während einer PCR entscheidend für die Spezifität der Bindung an die Zielsequenz. Bei einer zu niedrigen Temperatur kann es zu „lockeren“ unspezifischen Bindungen der Primer kommen und in der Folge unter Umständen zu  unerwünschten Produkten. Bei zu hohen Temperaturen entsteht kein Produkt. Als Regel lässt sich formulieren „Je höher die Temperatur, desto spezifischer das Annealing an die Zielsequenz“.
Dies kann man sich wie folgt vorstellen: Bei einer niedrigen Temperatur müssen die Basenpaarungen nicht immer zu 100 % übereinstimmen, womit lockere Bindungen entstehen können. Erhöht man die Temperatur, so kommt es zum Aufschmelzen solcher Verbindungen, da ihre Bindungsenergie nicht groß genug ist. Eine maximale Übereinstimmung der Basenpaarungen hat eine maximale Bindungsstärke zur Folge und somit auch eine optimale Spezifität.
Dies funktioniert jedoch nur so lange, bis die Schmelztemperatur von Primer und Zielsequenz erreicht ist. Deshalb wählt man bei Standard-PCRs meist eine Temperatur, die circa 3 °C unter der errechneten Schmelztemperatur liegt, damit ein Annealing der Primer an die Zielsequenz sichergestellt ist.